# جيمس بوند في الأفلام
الفيلم الرسمي لجيمس بوند: هو أي فيلم يكون من إنتاج EON منذ عام 1962 وحتى أحدث فيلم عام 2015، وبالطبع فإن عدد أفلام جيمس بوند الرسمية هو (25 فيلم رسمي حتى عام 2015).

## مواصفات الفلم الرسمي
- يحتوي على ممثل رسمي: أي أن يحتوي الفيلم على ممثل رسمي تم اختيارة من قبل المنتجين ويكون له تسلسل معين ضمن ممثلين جيمس بوند، فمثلا شون كونري هو الممثل الأول، وروجر مور هو الممثل الثالث، ودانيال كريج هو الممثل السادس، وعدد ممثلين جيمس بوند هو (6 ممثلين رسمين). وهذه قائمة بهم جميعا:
- شون كونري Sean Connery أعوام (1962–1967; 1971)
- جورج لازينبي George Lazenbyعام (1969)
- روجر مور Roger Moore أعوام (1973–1985)
- تيموثي دالتون Timothy Dalton أعوام (1987–1989)
- بيرس بروسنان Pierce Brosnan أعوام (1995–2002)
- دانييل كريغ Daniel Craig أعوام (2006–حتى الآن)
- يحتوي على مشهد سبطانة المسدس (بالإنجليزية: Gunbarrel)‏: أي فيلم رسمي يجب أن يحتوي على مشهد سبطانة المسدس، ولو أخذت جميع أفلام جيمس بوند الرسمية ستجد أنه منذ فيلم دكتور نو وحتى فيلم كازينو رويال يحتوي كل فيلم منهم على هذا المشهد مع اختلاف الزمن الذي تظهر به، ففي جميع أفلام جيمس بوند ظهر المشهد في بداية الفيلم، ولكن في فلم كازينو رويال لم يظهر المشهد في بداية الفيلم ولكن ظهر بعد 4 دقائق من البداية.
- المواقع: كل فيلم من الأفلام الرسمية يجب أن يحتوي على عدد معين من المواقع التي يزورها العميل 007 وهي طبعا تحدث حسب مجريات وأحداث الفيلم، وللعلم أن المملكة المتحدة تعتبر الموقع الوحيد الذي يتواجد في جميع أفلام جيمس بوند.
- يحتوي الفيلم على مقولة "بوند،،، ، جيمس بوند": تعتبر هذه المقولة من عادات وتقاليد أي فيلم رسمي، فإنها تتواجد في جميع أفلام جيمس بوند الرسمية، ولكل ممثل قام بالدور طريقة خاصة في التعبير عن هذه المقولة.
- الموسيقى التصويرية: الموسيقى الرسمية لجيمس بوند من تأليف مونتي نورمان في العام 1962، موسيقى حماسيه تم اقتباسها في عدد كبير من الأفلام المصرية القديمة.